# 2018年大西洋颶風季
2018年大西洋颶風季泛指在2018年年內的任何時間，於大西洋水域所產生的熱帶氣旋。美國國家颶風中心設下大西洋的熱帶氣旋季為六月至十二月期間。
大西洋颶風季的編號為AL取L一字，並且大西洋的氣旋命名機構為美國國家颶風中心（英語：NHC）。更多關於北大西洋的颶風，請參見大西洋颶風季。
2018年大西洋颶風季第一個氣旋是生成於2018年5月25日的熱帶風暴阿爾貝托。以下各熱帶氣旋資訊以熱帶氣旋存在期間的最強形態為準。

## 已被國際命名的熱帶氣旋

### 熱帶風暴阿爾貝托（Alberto）
阿爾貝托（Alberto）誕生前為加勒比海西部的低氣壓。5月25日15:00 UTC 於猶加敦半島外海增強為副熱帶風暴，命名為阿爾貝托（Alberto）。
5月28日來到其巔峰強度65 mph (100 km/h)，但由於乾空氣侵入，同日21:00 UTC，以45 mph (75 km/h)的強度登陸美國佛羅里達州Laguna Beach。登陸後迅速減弱為副熱帶性低氣壓，繼續為美國南部各州帶來豪雨。佛羅里達州、密西西比州、阿拉巴馬州、北卡羅萊納州均有災情傳出。
5月30日，移動至田納西州上空的阿爾貝托（Alberto）轉性為熱帶天氣系統，成為熱帶性低氣壓阿爾貝托（Alberto），並有些微增強（from 30 to 35 mph (55 km/h)。阿爾貝托（Alberto）持續以熱帶性低氣壓的型態進入美國肯塔基州、印第安那州、密西根州，為鄰近地區帶來大雨，例如伊利諾州包括芝加哥在內的多座城市都打破了五月的降雨紀錄。阿爾貝托也是已知第11個、6月1日以前的第一個以熱帶性低氣壓強度抵達休倫湖的熱帶系統，實屬罕見。
5月31日，阿爾貝托（Alberto）在安大略省上空減弱為殘留低氣壓，併入鋒面系統。
在10月18日發布的的事後報告中，國家颶風中心認為阿爾貝托（Alberto）在登陸美國佛羅里達州前即已轉化為熱帶風暴，因此提前了其轉化為熱帶系統的時間。

### 颶風貝里爾（Beryl）
7月4日，一個低氣壓形成。
7月5日，國家颶風中心將其升格為熱帶性低氣壓，給予編號02L。
7月6日凌晨，國家颶風中心將其升格為熱帶風暴，命名為貝里爾（Beryl）。下午，國家颶風中心將其升格為一級颶風。
7月7日晚間，國家颶風中心將其降格為熱帶風暴。
7月9日上午，國家颶風中心將其降格為熱帶性低氣壓。
7月14日晚間，貝里爾（Beryl）轉化為副熱帶低氣壓。
7月15日下午，貝里爾（Beryl）增強為副熱帶風暴。
7月16日上午，貝里爾（Beryl）轉化為溫帶氣旋。

### 颶風克里斯（Chris）
7月5日，一個低氣壓形成。
7月7日，國家颶風中心將其升格為熱帶性低氣壓，給予編號03L。
7月8日下午，國家颶風中心將其升格為熱帶風暴，命名為克里斯（Chris）。
7月10日晚間，國家颶風中心將其升格為一級颶風。
7月11日上午，國家颶風中心將其升格為二級颶風。
7月12日上午，國家颶風中心將其降格為一級颶風。晚間，克里斯（Chris）轉化為溫帶氣旋。

### 熱帶風暴黛比（Debby）
8月4日，一個低氣壓形成。
8月7日晚間，國家颶風中心將其升格為熱帶性低氣壓，給予編號04L。隨後，國家颶風中心就將其升格為副熱帶風暴，命名為黛比（Debby）。
8月8日下午，國家颶風中心將黛比（Debby）的強度微幅提升。同時，國家颶風中心認為黛比（Debby）已轉化為熱帶風暴。
8月10日凌晨，國家颶風中心認為黛比（Debby）已經轉化為溫帶氣旋。

### 熱帶風暴埃內斯托（Ernesto）
8月12日，一個低氣壓形成。
8月15日下午，國家颶風中心將其升格為熱帶性低氣壓，給予編號05L。晚間，國家颶風中心就將其升格為副熱帶風暴，命名為埃內斯托（Ernesto）。
8月17日凌晨，國家颶風中心將埃內斯托（Ernesto）的強度微幅提升。同時，國家颶風中心認為埃內斯托（Ernesto）已轉化為熱帶風暴。
8月18日下午，國家颶風中心認為埃內斯托（Ernesto）已經轉化為溫帶氣旋。

### 颶風佛羅倫斯（Florence）
8月30日，一個低氣壓形成。晚間，國家颶風中心認定其為一「潜在热带气旋」，給予編號06L（Potential Tropical Cyclone Six）。
9月1日凌晨，國家颶風中心將其升格為熱帶性低氣壓。下午，國家颶風中心將其升格為熱帶風暴，命名為佛羅倫斯 (Florence)。
9月4日晚間，國家颶風中心將其升格為一級颶風。
9月5日上午，國家颶風中心將其升格為二級颶風。晚間，國家颶風中心將其升格為三級颶風。
9月6日凌晨，國家颶風中心將其升格為四級颶風。下午，國家颶風中心將其降格為三級颶風。晚間，國家颶風中心將其降格為二級颶風。
9月7日凌晨，國家颶風中心將其降格為一級颶風。上午，國家颶風中心將其降格為熱帶風暴。
9月9日晚間，國家颶風中心再度將其升格為一級颶風。
9月10日下午，國家颶風中心再度將其升格為二級颶風。晚間，國家颶風中心再度將其升格為三級颶風。
9月11日凌晨，國家颶風中心再度將其升格為四級颶風。
9月13日凌晨，國家颶風中心再度將其降格為三級颶風。下午，國家颶風中心再度將其降格為二級颶風。
9月14日下午，國家颶風中心再度將其降格為一級颶風。晚間，佛羅倫斯（Florence）登陸美國北卡羅萊納州賴茨維爾海灘。
9月15日上午，國家颶風中心再度將其降格為熱帶風暴。
9月16日下午，國家颶風中心將其降格為熱帶性低氣壓。
9月17日，國家颶風中心認為其已經轉化為溫帶氣旋。

### 熱帶風暴戈登（Gordon）
9月2日，一個低氣壓形成。
9月3日凌晨，國家颶風中心認定其為一「潛在熱帶氣旋」，給予編號07L（Potential Tropical Cyclone Seven）。晚間，國家颶風中心直接將其升格為熱帶風暴，命名為戈登 (Gordon)。
9月5日上午，戈登 (Gordon)登陸美國密西西比州與阿拉巴馬州邊境以西海岸。晚間，國家颶風中心將其降格為熱帶性低氣壓。
9月8日，國家颶風中心將其降格為殘留低氣壓，並持續為美國東北部帶來降雨。9月12日該殘留低氣壓在新英格蘭的位置被鋒面系統吸收。

### 颶風海倫（Helene）
9月7日，一個低氣壓形成。晚間，國家颶風中心認定其為一「潛在熱帶氣旋」，給予編號08L（Potential Tropical Cyclone Eight）。
9月8日凌晨，國家颶風中心將其升格為熱帶性低氣壓。上午，國家颶風中心將其升格為熱帶風暴，命名為海倫 (Helene)。
9月10日上午，國家颶風中心將其升格為一級颶風。晚間，國家颶風中心將其升格為二級颶風。
9月12日下午，國家颶風中心將其降格為一級颶風。
9月13日晚間，國家颶風中心將其降格為熱帶風暴。
9月16日晚間，國家颶風中心認為其已經轉化為溫帶氣旋。

### 颶風艾薩克（Isaac）
9月4日，一個低氣壓形成。
9月8日凌晨，國家颶風中心認定其為一「潛在熱帶氣旋」，給予編號09L（Potential Tropical Cyclone Nine）。下午，國家颶風中心將其升格為熱帶性低氣壓。
9月9日凌晨，國家颶風中心將其升格為熱帶風暴，命名為艾薩克 (Isaac)。
9月10日上午，國家颶風中心將其升格為一級颶風。
9月11日上午，國家颶風中心將其降格為熱帶風暴。
9月14日下午，國家颶風中心將其降格為熱帶性低氣壓。
9月15日凌晨，國家颶風中心再度將其升格為熱帶風暴。下午，國家颶風中心直接將其降格為低壓槽。

### 熱帶風暴喬伊斯（Joyce）
9月12日，一個低氣壓形成。
9月13日凌晨，國家颶風中心將其升格為熱帶性低氣壓，給予編號10L。隨後，國家颶風中心就將其升格為副熱帶風暴，命名為喬伊斯 (Joyce)。
9月14日上午，國家颶風中心認為喬伊斯 (Joyce)已轉化為熱帶風暴。
9月16日晚間，國家颶風中心將其降格為熱帶性低氣壓。
9月19日，國家颶風中心將其降格為殘留低氣壓。

### 熱帶風暴柯克（Kirk）
9月21日，一個低氣壓形成。
9月22日晚間，國家颶風中心直接將其升格為熱帶風暴，給予編號12L，命名為柯克(Kirk)。
9月24日上午，國家颶風中心將其降格為熱帶低氣壓。晚間，國家颶風中心再度將其升格為熱帶風暴。
9月25日凌晨，國家颶風中心直接將其降格為殘留低氣壓。
9月26日下午，國家颶風中心第三度將其升格為熱帶風暴。
9月29日上午，國家颶風中心再度直接將其降格為殘留低氣壓。

### 颶風萊斯利（Leslie）
9月23日，一個低氣壓形成。晚間，國家颶風中心直接將其升格為副熱帶風暴，給予編號13L，命名為萊斯利(Leslie)。
9月25日上午，國家颶風中心將其降格為副熱帶低氣壓。晚間，萊斯利（Leslie）轉化為溫帶氣旋。
9月29日凌晨，國家颶風中心再度將其升格為副熱帶風暴。
9月30日凌晨，國家颶風中心認為萊斯利（Leslie）已轉化為熱帶風暴。
10月3日下午，國家颶風中心將其升格為一級颶風。
10月4日晚間，國家颶風中心將其降格為熱帶風暴。
10月10日上午，國家颶風中心再度將其升格為一級颶風。
10月11日，葡萄牙離島馬德拉針對颶風萊絲利發布熱帶風暴警報，為當地有紀錄以來第一次的熱帶風暴警報。萊斯利也是通過該群島100英里（160）之內的首個熱帶系統，在此之前最接近該群島的熱帶氣旋為2005年的颶風文斯。
10月13日下午，國家颶風中心認為已變性為溫帶氣旋，其最大中心風速為70 mph (110 km/h)，對伊比利半島構成威脅。

### 颶風邁克爾（Michael）
10月6日，一個低氣壓形成。
10月7日凌晨，國家颶風中心認定其為一「潛在熱帶氣旋」，給予編號14L（Potential Tropical Cyclone fourteen）。下午，國家颶風中心將其升格為熱帶性低氣壓。
10月8日凌晨，國家颶風中心將其升格為熱帶風暴，命名為邁克爾（Michael）。晚間，國家颶風中心將其升格為一級颶風。
10月9日晚間，國家颶風中心將其升格為二級颶風。
10月10日凌晨，國家颶風中心將其升格為三級颶風。下午，國家颶風中心將其升格為四級颶風。
10月11日凌晨，邁克爾（Michael）登陸美國佛羅里達州西北部度假小鎮墨西哥海灘附近。上午，國家颶風中心將其降格為一級颶風。下午，國家颶風中心將其降格為熱帶風暴。
10月12日下午，國家颶風中心認為其已經轉化為溫帶氣旋。
美國國家颶風中心在2019年4月19日發布的事後報告中，把邁克爾的中心最大風速提升至140節。

### 熱帶風暴納丁（Nadine）
10月8日，一個低氣壓形成。
10月9日下午，國家颶風中心將其升格為熱帶性低氣壓，給予編號15L。晚間，國家颶風中心將其升格為熱帶風暴，命名為納丁（Nadine）。
10月13日上午，國家颶風中心將其降格為殘留低氣壓。

### 颶風奧斯卡（Oscar）
10月24日，一個低氣壓形成。
10月27日上午，國家颶風中心直接將其升格為副熱帶風暴，命名為奧斯卡（Oscar）。
10月28日上午，國家颶風中心認為奧斯卡（Oscar）已轉化為熱帶風暴。
10月29日凌晨，國家颶風中心將其升格為一級颶風。
10月30日上午，國家颶風中心將其升格為二級颶風。
10月31日凌晨，國家颶風中心將其將格為一級颶風。
11月1日凌晨，國家颶風中心認為其已經轉化為溫帶氣旋。

## 未被國際命名的熱帶氣旋
除了被國家颶風中心命名的熱帶氣旋外，還有一些沒被命名的熱帶低氣壓。以下列出那些熱帶氣旋的資料。

### 熱帶低氣壓11L
9月20日，一個低氣壓形成。
9月22日上午，國家颶風中心將其升格為熱帶性低氣壓，給予編號11L。
9月23日晚間，國家颶風中心認為此系統已經減弱消散。

## 風暴名稱
下面的名字將被用於2018年在北大西洋形成而又被命名的風暴。如果有退役名稱的話，將由世界氣象組織在2019年春天宣布。在這個名單中未退役的名字將在2024年的風季中再次使用。這是與2012年風季使用的名單大致相同。本年未用名稱以灰色表示，黑體字表示今年已經使用過，粗體名稱表示該風暴活躍中，橙色表示下一個即將使用的熱帶氣旋名稱。
| - Alberto - Beryl - Chris - Debby - Ernesto - Florence - Gordon | - Helene - Isaac - Joyce - Kirk - Leslie - Michael - Nadine | - Oscar - Patty（未用） - Rafael（未用） - Sara（未用） - Tony（未用） - Valerie（未用） - William（未用） |

## 颶風季影響
以下圖表顯示了2018年大西洋颶風季的所有熱帶氣旋以及它們的登陸資料(如有)。在括號內的死亡人數屬於非直接，但仍與風暴有關的死亡。所有破壞及死亡數字都包括風暴在擾動及溫帶氣旋階段時的資料。
ACE的計算公式：{\displaystyle \sum _{}^{}{\frac {{v_{\mathrm {max} }}^{2}}{10^{4}}},}，單位為{\displaystyle 10^{4}kt^{2}}。
| 萨菲尔-辛普森飓风风力等级 |    |    |    |    |    |    |
| TD                        | TS | C1 | C2 | C3 | C4 | C5 |

| 阿爾貝托 | 5月25日－5月31日   | 热带风暴   | 65 (100)  | 990  | 尤卡坦半島、 開曼群島、 古巴、 美國墨西哥灣沿岸地區、 美國東南部、 美國中西部、 安大略省                                   | $1.25億  | 18      | [ 8 ] [ 9 ] |
| 貝里爾   | 7月5日－7月15日    | 一级飓风   | 80 (130)  | 991  | 小安地列斯群島、 伊斯帕尼奧拉島、 波多黎各、 古巴、 巴哈馬、 百慕達、 加拿大大西洋省份                                     | 未知     | 無      |             |
| 克里斯   | 7月6日－7月12日    | 二级飓风   | 105 (165) | 970  | 百慕達、 美國東岸、 加拿大大西洋省份、 冰島                                                                                | 很小     | 1       |             |
| 黛比     | 8月7日－8月9日     | 热带风暴   | 50 (85)   | 1000 | 無 | 無       | 無      |             |
| 埃內斯托 | 8月15日－8月18日   | 热带风暴   | 45 (75)   | 999  | 冰島、 英國 | 無       | 無      |             |
| 佛羅倫斯 | 8月31日－9月17日   | 四级飓风   | 140 (220) | 939  | 西非、 維德角、 百慕達、 美國東南部 (尤其是卡羅萊納州)、 中大西洋州份、 加拿大大西洋省份                                   | >$179億  | 30 (23) | [ 10 ]      |
| 戈登     | 9月2日－9月8日     | 热带风暴   | 70 (110)  | 997  | 大安地列斯群島、 巴哈馬、 佛羅里達州、 美國墨西哥灣沿岸地區、 美國東部、 安大略省                                          | >$2.5億  | 2 (1)   | [ 11 ]      |
| 海倫     | 9月7日－9月16日    | 二级飓风   | 110 (175) | 966  | 西非、 佛得角、 亞速爾群島、 愛爾蘭、 英國、 挪威                                                                          | 未知     | 3       |             |
| 艾薩克   | 9月7日－9月15日    | 一级飓风   | 75 (120)  | 993  | 西非、 小安地列斯群島、 海地、 牙買加、 開曼群島、 古巴                                                                    | 很小     | 無      |             |
| 喬伊斯   | 9月12日－9月19日   | 热带风暴   | 50 (85)   | 997  | 無 | 無       | 無      |             |
| 11L      | 9月22日－9月23日   | 热带低气压 | 35 (55)   | 1007 | 無 | 無       | 無      |             |
| 柯克     | 9月22日－9月29日   | 热带风暴   | 60 (95)   | 998  | 小安地列斯群島 | 很小     | 無      |             |
| 萊斯利   | 9月23日－10月13日  | 一级飓风   | 90 (150)  | 969  | 亞速爾群島、 百慕達、 美國東岸、 馬德拉、 伊比利亞半島、 法國                                                              | ≥$3.47億 | 2 (14)  |             |
| 邁克爾   | 10月7日－10月12日  | 五级飓风   | 160 (260) | 919  | 中美洲、 尤卡坦半島、 開曼群島、 古巴、 美國東南部 (尤其是佛羅里達州狹長地帶)、 美國東岸、 加拿大大西洋省份、 伊比利亞半島 | >$25.5億 | 77      | [ 12 ]      |
| 納丁     | 10月9日－10月13日  | 热带风暴   | 65 (100)  | 997  | 無 | 無       | 無      |             |
| 奧斯卡   | 10月27日－10月31日 | 二级飓风   | 105 (165) | 970  | 無 | 無       | 無      |             |
| 季节总结 |                    |            |           |      | |          |         |             |
| 16个气旋 | 5月25日－10月31日  |            | 160 (260) | 919  | | >$505億  | 172     |             |

## 外部連結
- 美國國家颶風中心（页面存档备份，存于）
- 美國海軍實驗室（页面存档备份，存于）
- ACE（页面存档备份，存于）